# ماريو مات
ماريو مات (بالألمانية: Mario Matt)‏ هو متزحلق جبال الألب نمساوي، ولد في 9 أبريل 1979 في Flirsch ‏ في النمسا.

## وصلات خارجية
- ماريو مات على موقع الاتحاد الدولي للتزلج (التزلج على المنحدرات الثلجية) (الإنجليزية)
- ماريو مات على موقع أوليمبيديا (الإنجليزية)